# Šluknov
Šluknov (deutsch Schluckenau, obersorbisch Słanknow) ist eine Stadt im Okres Děčín im Ústecký kraj in Tschechien.

## Geographie

### Geographische Lage
Die Stadt liegt im nördlichen Böhmen, im Böhmischen Niederland (Šluknovský výběžek), an der Grenze zu Sachsen. Sie wird vom Silberbach durchflossen, der sich unweit der Stadt mit dem Koschelbach vereinigt. Sie gab dem Schluckenauer Zipfel, dem Gebietsvorsprung Böhmens zwischen der Sächsischen Schweiz und dem Zittauer Gebirge, ihren Namen. Südlich der Stadt erhebt sich der Schweidrich.
Im Ortsteil Rožany (Rosenhain) befindet sich ein Grenzübergang nach Sohland an der Spree.

### Stadtteile
Die Stadt besteht aus den Ortsteilen Císařský (Kaiserswalde), Harrachov (Harrachsthal), Královka (Königshain), Království (Königswalde), Kunratice (Kunnersdorf), Nové Hraběcí (Neugrafenwalde), Rožany (Rosenhain) und Šluknov (Schluckenau). Grundsiedlungseinheiten sind Císařský-horní část, Císařský-město, Císařský-U soudu, Dr. Edvarda Beneše, Fukov (Fugau), Harrachov, Harta-Valdek, Karlovo Údolí (Karlthal), Královka, Království-dolní část (Niederkönigswalde), Království-horní část (Oberkönigswalde), Křečanská strana, Křížový vrch, Kunratice, Nová Ves, Nové Hraběcí, Partyzánský vrch (Botzen), Pod Stříbrným vrchem, Rožany (Rosenhain), Šluknov-střed, U nádraží, U stadionu, U Šluknovského rybníka und Židovský vrch (Judenberg).
Das Gemeindegebiet gliedert sich in die Katastralbezirke Císařský, Fukov, Královka, Království, Kunratice u Šluknova, Nové Hraběcí, Rožany und Šluknov.

### Nachbarorte
|                            | Sohland an der Spree                        | Oppach, Neusalza-Spremberg |
| Velký Šenov (Groß Schönau) | Kompassrose, die auf Nachbargemeinden zeigt | Jiříkov (Georgswalde)      |
|                            | Staré Křečany (Alt Ehrenberg)               | Rumburk (Rumburg)          |

## Geschichte

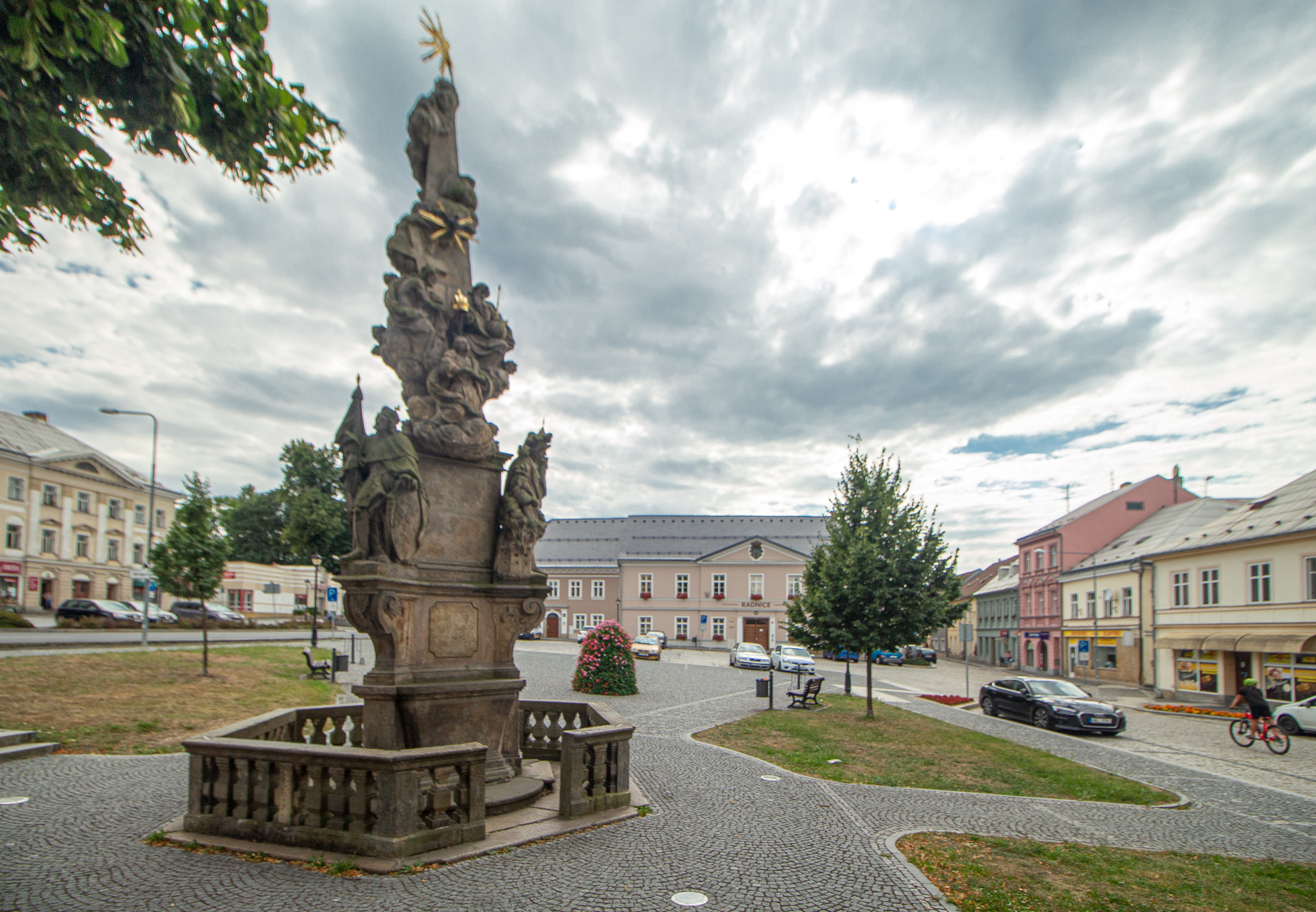
Marktplatz mit der Dreifaltigkeitssäule (geschaffen von dem Bildhauer Franz Klein)

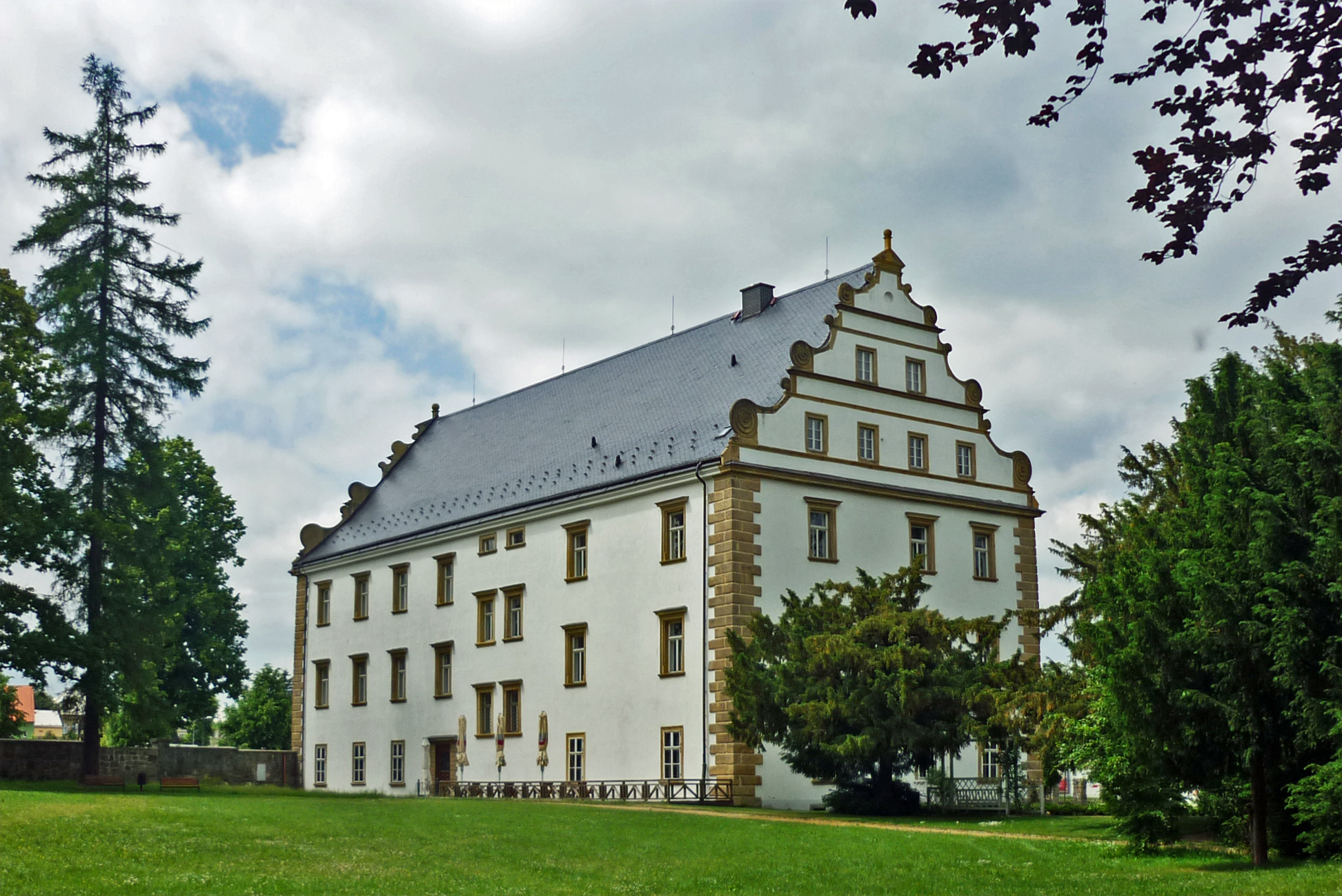
Schloss Šluknov

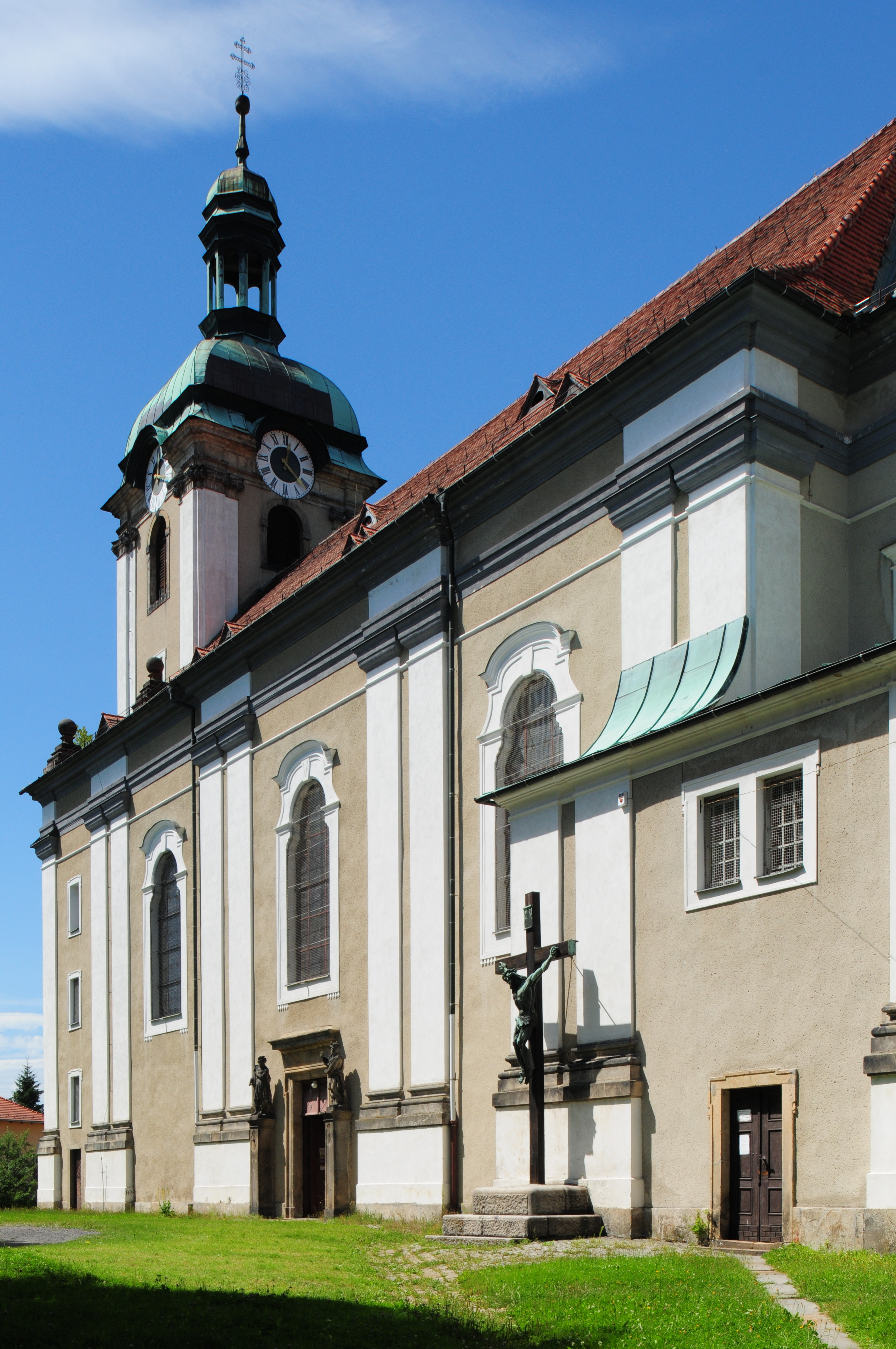
Kirche zum Heiligen Wenzel

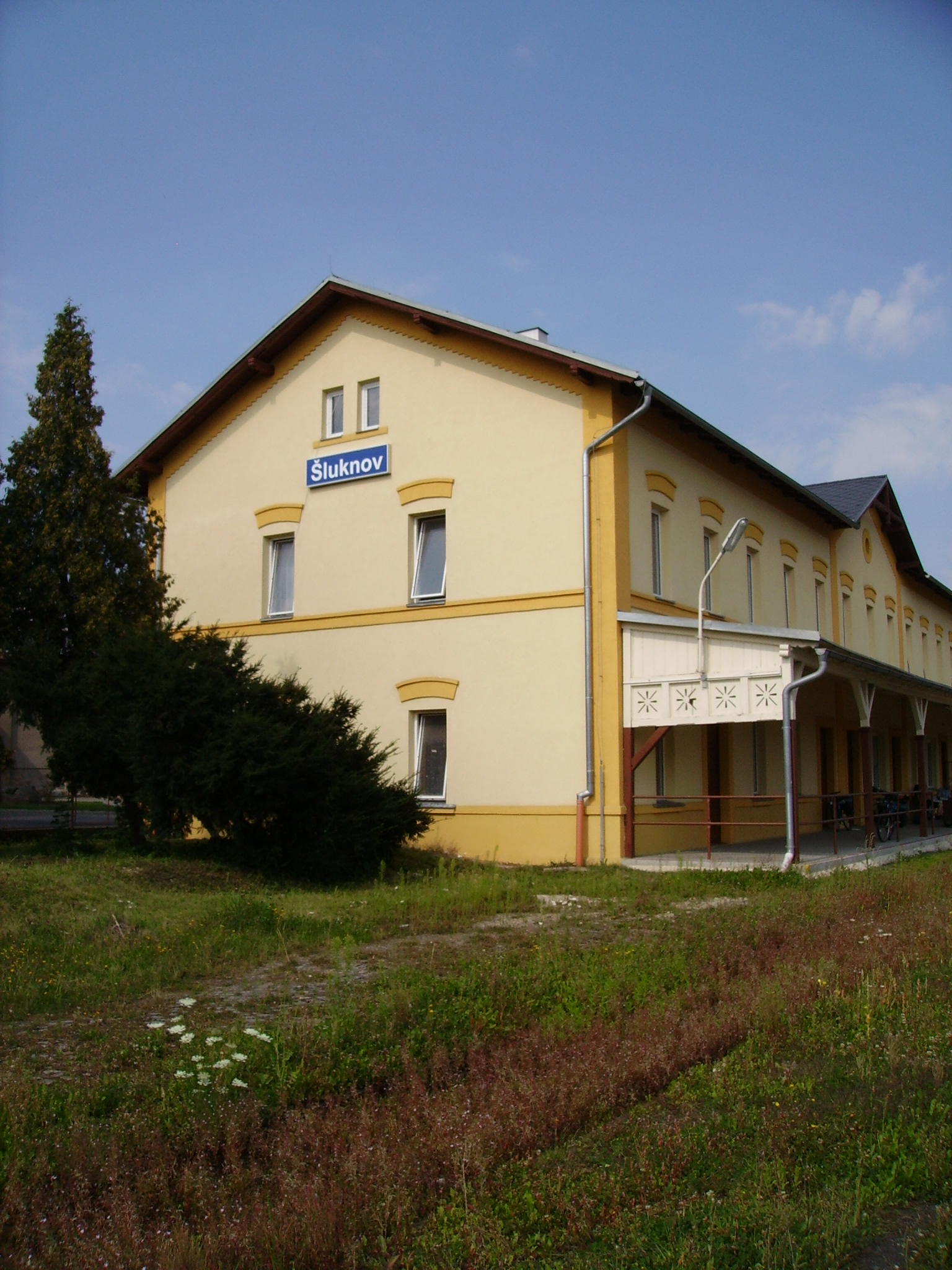
Bahnhofsgebäude

Die Stadt wurde in der Mitte des 14. Jahrhunderts an der Stelle einer alten slawischen Siedlung Slanknov durch das böhmische Adelsgeschlecht der Berka von Dubá gegründet; deshalb ist das Wappen der Herren von Duba bis heute als Herzschild im Stadtwappen zu sehen. Während der Hussitenkriege in Böhmen von 1419 bis 1436 wurde auch das Böhmische Niederland mit seinem Zentrum Schluckenau heimgesucht. Im Gefecht bei Schluckenau 1423 sollen die Hussiten den Lausitzern eine militärische Niederlage beigebracht haben. Die Städte Schluckenau und Rumburk wurden in der Folgezeit zu Mittelpunkten hussitischer Truppenbewegungen in Nordböhmen. Daraus ist zu schlussfolgern, dass sich von hier aus auch die hussitischen Formationen in Marsch setzten, die erneut die Sechsstadt Bautzen im Februar 1431 belagerten, wobei unter anderem die Grenzdörfer Georgswalde, Ebersbach, Friedersdorf, Spremberg und Oppach in Mitleidenschaft gezogen wurden. Die alten Handelswege, die sich vom Böhmischen Niederland aus durch die Grenzwälder in die Südlausitz hinzogen, waren somit für die Kriegsführung der Hussiten in der Oberlausitz von enormer strategischer Bedeutung.
Am Anfang des 16. Jahrhunderts gehörte die Herrschaft Schluckenau mit der Stadt den Freiherrn von Schleinitz. Bald darauf besaß sie Otto Starrschedl, dessen Güter nach der Schlacht am Weißen Berg vom königlichen Fiskus eingezogen wurden. Der Fiskus veräußerte die Herrschaft am 1. Juli 1623 für 122500 Gulden an den Grafen Wolfgang von Mansfeld. Dieser stiftete 1624 das im Schlossbezirk gelegene Hospital, das 1752 von dem Grafen Ferdinand von Harrach neu dotiert wurde.
Schluckenau wurde 1710 und 1830 von zwei großen Stadtbränden heimgesucht. 1813 kam es in der Stadt während der Napoleonischen Kriege zu großen Plünderungen beim Durchzug eines Heeres von 200.000 Mann Stärke. In der ersten Hälfte des 19. Jahrhunderts war das Hauptgewerbe in der Stadt die Leinenweberei; daneben gab es zahlreiche kleine Produktionswerkstätten, die Stühle und andere Gebrauchsgegenstände herstellten. Ferner gab es hier um 1845 Unternehmen des Kattundrucks, der Posamentenherstellung und Türkischrot-Färberei sowie eine Feuerlöschspritzenfabrik.
Ab 1850 bildete Schluckenau eine Gemeinde im Gerichtsbezirk Schluckenau und war Sitz des Bezirksgerichts. Um die Wende zum 20. Jahrhundert gab es in der Stadt eine Webschule, eine landwirtschaftliche Winterschule, eine Makospinnerei sowie Fabriken für Leinen-, Baumwoll- und Schafswollwaren, Filz, Leder, Knöpfe, Seife und andere Artikel.
Nach dem Ersten Weltkrieg wurde Schluckenau in Folge des Zusammenbruchs der Habsburgermonarchie eine Stadt im nordböhmischen Landesteil der gerade gegründeten Tschechoslowakei, was sich gegen den Mehrheitswillen der dort lebenden deutschböhmischen Bevölkerung und unter Bedenken alliierter Politiker zutrug. Schluckenau war ein Zentrum der Sudetendeutschen Partei Konrad Henleins. Nach dem Münchner Abkommen, das die Angliederung des Sudetenlandes an das Deutsche Reich vorsah, war die von Dresden aus schnell erreichbare Stadt 1938 die erste Station auf Hitlers Rundreise durch das Sudetenland. 1930 hatte Schluckenau 5578 deutschsprachige und 225 tschechischsprachige Einwohner. Nach dem Einmarsch der Wehrmacht ins Sudetenland im Oktober 1938 wurden die wenigen Tschechen ins Innere Böhmens vertrieben. Von 1938/39 bis 1945 war Schluckenau der Sitz des Landrates des Landkreises Schluckenau, Regierungsbezirk Aussig, im Reichsgau Sudetenland des Deutschen Reichs.
Aufgrund der Beneš-Dekrete wurde im Zuge der Vertreibung der Deutschen aus der Tschechoslowakei die deutschböhmische Bevölkerung 1945 zum Verlassen des Ortes gezwungen. Ihr Vermögen wurde durch das Beneš-Dekret 108 konfisziert, das Vermögen der evangelischen Kirche durch das Beneš-Dekret 131 liquidiert und die katholischen Kirchen in der Tschechoslowakei enteignet. Im Jahre 1949 endete der seit 1850 bestehende Status als Kreisstadt.
Nur wenige Tschechen waren damals bereit, sich in der abgelegenen nordböhmischen Stadt niederzulassen. Bis in die 2000er Jahre galt die Stadt und das Umland als Problemregion in Tschechien; bis zu einem Fünftel der Bevölkerung sind Roma, unter denen eine hohe Arbeitslosigkeit verbreitet ist. Aktuell entwickelt sich die Region – im touristischen Sektor wurden Verbesserungen geschaffen, Anwesen in ruhiger, lukrativer Lage in den Ortsteilen werden saniert oder neu errichtet, um den Eigentümern als Ferien- bzw. Wochenendgrundstück zu dienen.

### Einwohnerentwicklung
Bis 1945 war Schluckenau überwiegend von Deutschböhmen besiedelt, die vertrieben wurden.

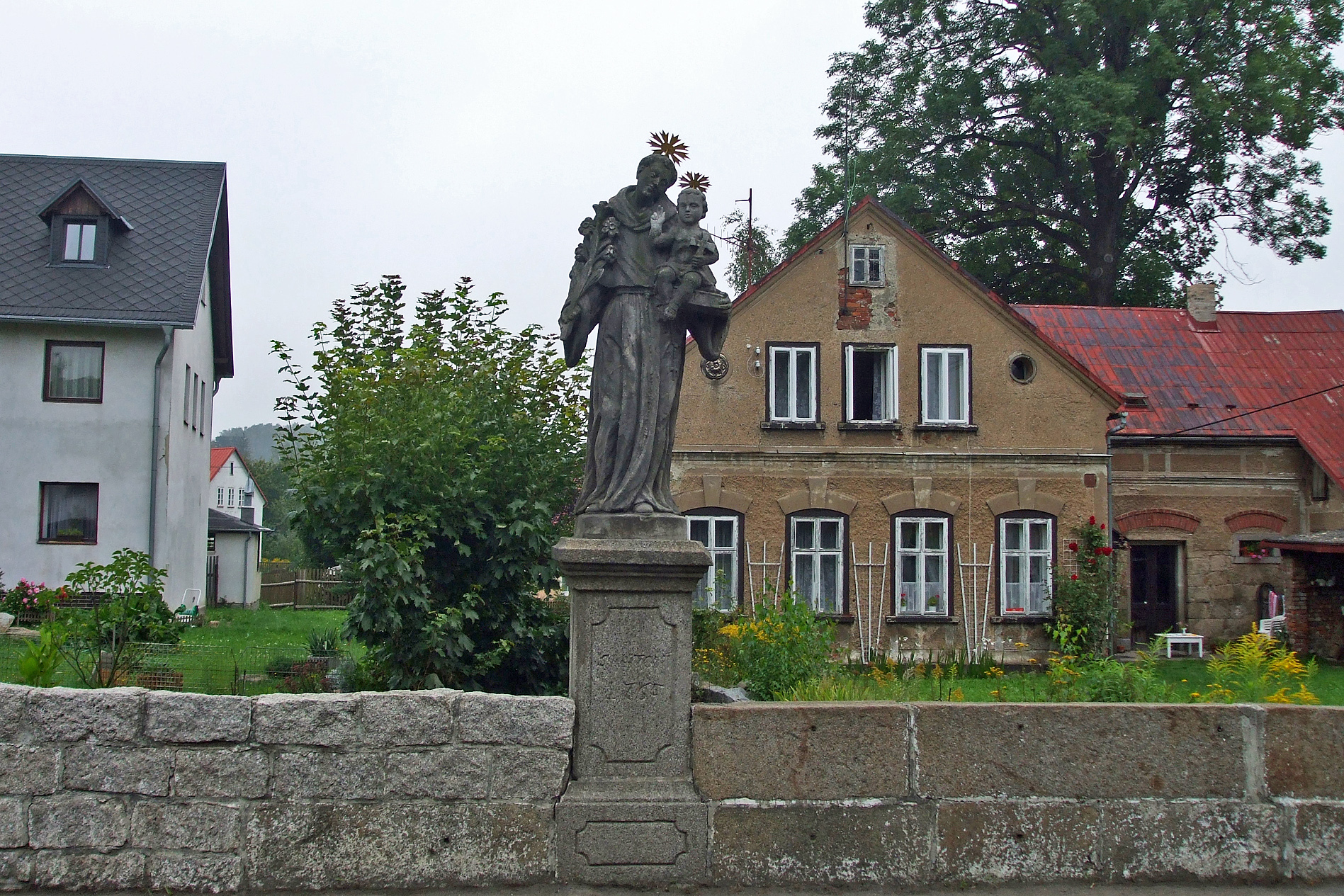
Heiligensäule aus dem Jahr 1765

| Jahr | Einwohner | Anmerkungen         |
| ---- | --------- | ------------------- |
| 1818 | 2989      | in 439 Häusern      |
| 1830 | 3103      | in 486 Häusern      |
| 1857 | 4086      | am 31. Oktober      |
| 1900 | 5213      | deutsche Einwohner  |
| 1930 | 5578      | davon 225 Tschechen |
| 1939 | 5319      | [ 21 ]              |

| Jahr      | 1970  | 1980  | 1991  | 2001  | 2011  | 2021  |
| --------- | ----- | ----- | ----- | ----- | ----- | ----- |
| Einwohner | 5.820 | 6.204 | 5.568 | 5.654 | 5.625 | 5.721 |

## Städte- und Gemeindepartnerschaften
Schluckenau ist Mitglied und Geburtsstätte des kommunalen grenzüberschreitenden Verbundes der deutsch-tschechischen Fünfgemeinde, der am 19. Oktober 2000 im dortigen Kulturhaus ins Leben gerufen wurde. Ausgehend von den Bemühungen der Bürgermeister von fünf Kommunen in der Grenzregion Südliche Oberlausitz/Schluckenauer Zipfel, neue und enge Beziehungen der Bürger untereinander zu entwickeln, lud der Schluckenauer Bürgermeister Milan Kořínek damals seine Amtskollegen zum ersten Arbeitstreffen ein. An dieser Beratung, die zugleich die Gründung der Fünfgemeinde bedeutete, nahmen die Bürgermeister von Neusalza-Spremberg (Günter Paulik), Friedersdorf (Günter Hamisch), Oppach (Karl-Heinz David) und Jiříkov (Miroslav Fojta) teil. Die Willenserklärung der in der Fünfgemeinde vereinigten Kommunen erfolgte am 18. Mai 2002 auf dem grenznahen tschechischen Jüttelberg bei Království auf Schluckenauer Flur. Am 10. Mai 2008 erfolgte die Aufnahme von Sohland an der Spree (Matthias Pilz) in die Fünfgemeinde und am 4. November 2011 jene der Doppelstadt Ebersbach-Neugersdorf unter Bürgermeisterin Verena Hergenröder.

## Kultur und Sehenswürdigkeiten
In der Vergangenheit war Schluckenau Sitz einer Grundherrschaft, unter anderem der Herren von Starschedel. Das im 16. Jahrhundert erbaute Schloss Schluckenau ist 1986 ausgebrannt. Der Wiederaufbau musste nach 1990 wegen fehlender Finanzmittel abgebrochen werden. Nach 2000 wurden die Arbeiten wieder aufgenommen; inzwischen ist die Sanierung vollendet worden. Neben Ausstellungs- und Veranstaltungsräumen befindet sich im Gebäude auch ein Informationsbüro für Touristen. Der an das Schloss anschließende Park wird teilweise für öffentliche Veranstaltungen genutzt.
Ein Kriegerdenkmal für die Gefallenen des Ersten Weltkrieges (1914–1918, Pomnik padlým v 1 svétové válce) des Bildhauers Alois Rieber ist erhalten geblieben. Es befindet sich nahe dem Waldweg an der Höhe Království Křížová cesta (405 m).
In Schluckenau befindet sich die Grabstätte der nordböhmischen Heimatforscher, der Brüder Franz und Eduard Bienert, die am 16. September 1990 einem Raubmord zum Opfer fielen.

## Verkehr
Šluknov hat einen Bahnhof an der Bahnstrecke Rumburk–Sebnitz.
Durch den Fugauer Zipfel führt die deutsche Bahnstrecke Bischofswerda–Zittau ohne Halt.

## Söhne und Töchter
- Joseph Schuster sen. (1722–1784), Opernsänger und Ensemblemitglied am Dresdener Hoftheater (geboren in Království)
- Dominik Kindermann (1739–1817), Maler, Zeichner und Porträtist
- Ferdinand Kindermann von Schulstein (1740–1801), Bischof des Bistums Leitmeritz, Schulreformer
- Peter Franz Miller (1745–1823), Lehrer, Pädagoge, Organist, Schriftsteller
- Friedrich Egermann (1777–1864), Glasmaler, Glastechnologe und Unternehmer
- Carl Robert Stein (1852–1932), Unternehmer (geboren in Kaiserswalde)
- Hans Richter (1882–1971), deutscher Architekt (geboren in Königswalde)
- Alfred Rosche (1884–1947), sudetendeutscher Jurist, Politiker (NSDAP) und SA-Standartenführer
- Friedrich Lehmann (1889–1957), Architekt
- Johann Greif (1892–unbekannt), tschechischer Politiker der deutschen Minderheit und Abgeordneter im tschechoslowakischen Abgeordnetenhaus
- Alfred Kohla (1895–unbekannt), sudetendeutscher Bankkaufmann und Landrat
- Adolf Kindermann (1899–1974), deutscher katholischer Theologe, Weihbischof von Hildesheim
- Kurt Oberdorffer (1900–1980), Historiker und Archivar
- Wilhelm Pfeifer (1913–1999), Rechtsanwalt, Kommunalpolitiker (CDU) und Buchautor
- Willi Weber (1914–1975), Politiker (SED), Oberbürgermeister von Johanngeorgenstadt und von Gera (geboren in Königswalde)
- Hansjörg Bitterlich (1923–1998), Abt des Klosters der Regularkanoniker vom Heiligen Kreuz in Silz (Tirol)
- Leonhard Reinisch (1924–2001), Journalist
- Dagmar Glaser-Lauermann (* 1927), deutsche Malerin
- Wolfgang Egerter (1930–2008), deutscher Landespolitiker in Hessen (CDU)
- Winfried Böhm (* 1937), bedeutender Pädagoge, Vertreter einer personalistischen Pädagogik
- Erika Simm (1940–2015), deutsche Politikerin (SPD), Mitglied des Deutschen Bundestages
- Karlheinz Schäfer (* 1941), deutscher Bildhauer (geboren in Kaiserswalde)
- Peter Dierich (* 1942), deutscher Landespolitiker in Sachsen (CDU), ehemaliger Abgeordneter des Sächsischen Landtags und Gründungsrektor der Hochschule Zittau/Görlitz
- Heinz Klinger (* 1943), deutscher Energiemanager